# Схарбек
Схарбек (нід. Schaarbeek, МФА: [ˈsçaːrbeːk] вимоваⓘ; фр. Schaerbeek, МФА: [skaʁˈbek]) — одна з 19 комун Брюссельського столичного регіону в Бельгії.

## Назва
Схарбек отримав свою назву від невеликої річечки-струмка, що протікає з півдня на північ і впадає у Сенну. На думку де-яких істориків назва походить від франкських слів «schaer» — западина та «beek» — струмок, річечка. Буквально назва перекладається як «річка з крутими берегами». За іншою версією назва комуни перекладається як «річка в лісі»
Вперше згадується під назвою Scarenbecca у документі єпископа архієпархії Камбре під 1120 роком.

## Географія
Із площею 8 км² та чисельністю населення 116 039 станом на 1 січня 2008 року Схарбек є другою за величиною комуною Великого Брюсселя. Розташований на північ від центральної частини міста й межує з комунами Брюссель, Сен-Жосс-тен-Ноде, Евер, Волюве-Сен-Ламбер та Волюве-Сен-П'єр.

## Історія

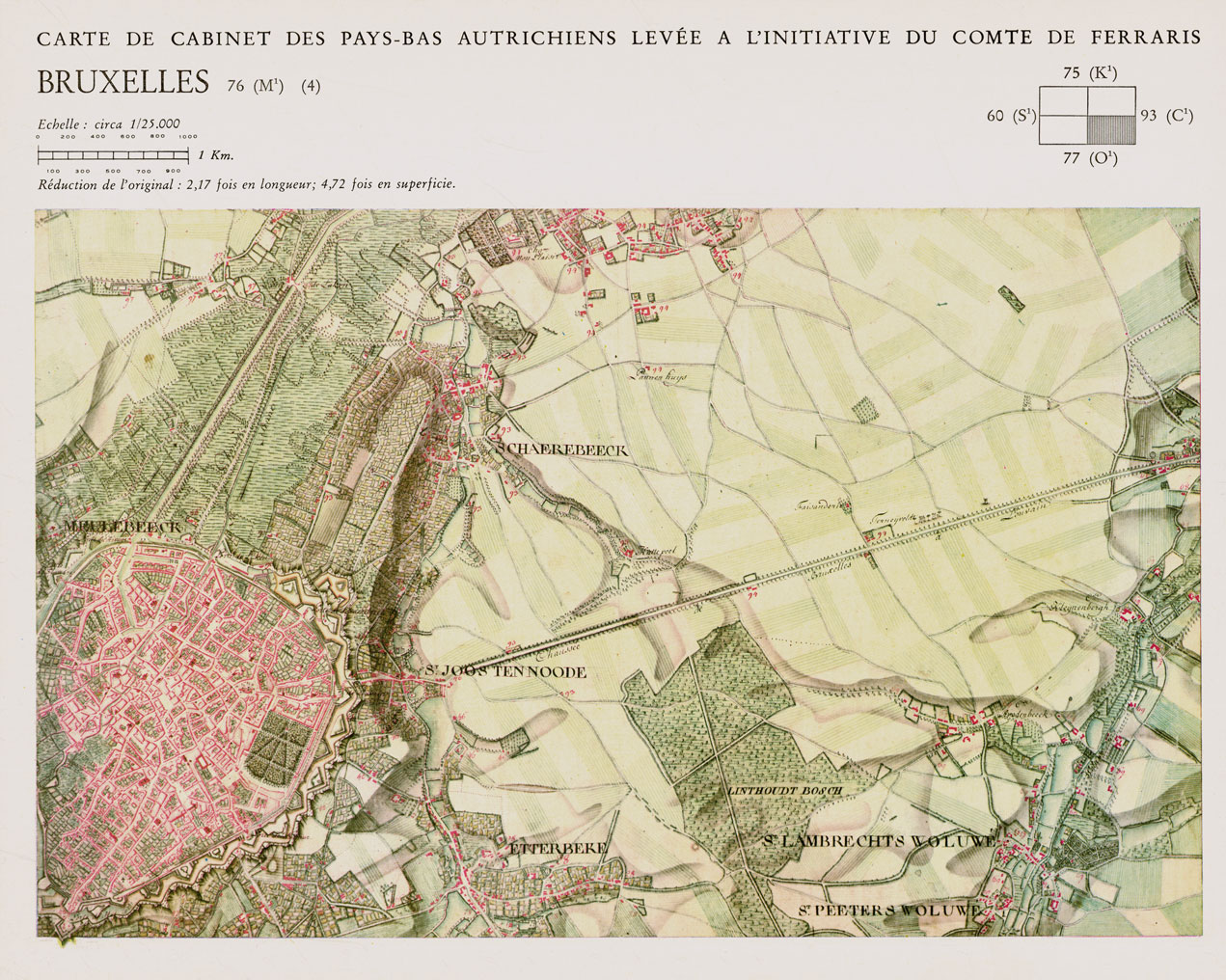
Схарбек, Брюссель і околиці на карті Й. Ферраріса, 1771–1778 роки.

Данні археології вказують на те, що на території Схарбеку людина жила ще за кам'яної доби. Крім того, у XIX столітті тут були знайдені речі римської епохи — вази і інші гончарні вироби, що належать до часів римського імператора Адріана (2 століття нашої ери).
Перша згадка про Схарбек належить до 1120 року.
За Середньовіччя, починаючи з 1301 року, село входило до складу так званого «брюссельського казана» (фламандською Kuype van Brussel, нід. Kuip van Brussel, фр. Cuve de Bruxelles) — було тісно пов'язане з Брюсселем і залежало від нього у адміністративних, судових і податкових питаннях.
В давнину Схарбек був прозваний «віслюковим селом», а дорога, що проходила кріз нього й вела до Схарбекської брами другого брюссельського муру мала назву «віслюкова дорога» (Ezelweg) через велику кількість нав'ючених тварин, якими цією дорогою везли у Брюссель фрукти, овочі та збіжжя.
Схарбек став незалежною від Брюсселя комуною і отримав самоврядування 1795 року під час Французької революції і панування Франції у Бельгії. До початку 19 століття Схарбек був невеликим містечком і у 1800 році його населення становило 1131 особу. Демонтаж другого брюссельського муру (1818), будівництво залізниці до Мехелену (1835), відміна мит (1860) дали поштовх для нового етапу в історії розвитку комуни. Урбанізації комуни сприяло також будівництво у 1824 році вулиці Руаяль (фр. rue Royale, нід. Koningsstraat), що протягнулася від Брюсселя до Схарбека, а потім була продовжена до Лакенського палацу.
1865 року Схарбек став другою комуною, після Брюсселю, в якій було збудовано критий ринок. 1897 року від комуни було відокремлено невелику частину її території для спорудження Брюссельського річкового порту.
В минулому Схарбек був відомий передусім особливим сортом вишні, що тут вирощується, який бельгійські пивовари використовували для виготовлення пива сорту крік.

Схарбек на карті Брюссельського столичного регіону.

## Населення
- 1526 рік — 600 осіб,[4]
- 1800 рік — 1131 особа,[4]
- 1850 рік — 8630 осіб,[4]
- 1900 рік — 64000 осіб.[4]

| Рік | 1990   | 1995   | 2000   | 2005   | 2007   | 2008   | 2009   | 2010   | 2011   |
| --- | ------ | ------ | ------ | ------ | ------ | ------ | ------ | ------ | ------ |
| Населення | 104768 | 102599 | 105692 | 110375 | 113493 | 116039 | 118275 | 121232 | 125656 |
| Джерело: Населення Бельгії у 1990–2011 роках. на сайті Головної дирекції статистики і економічної інформації уряду Бельгії. |        |        |        |        |        |        |        |        |        |

В комуні за даними на 1 січня 2011 року проживало 125656 чоловік, з яких 83993 людей (66,84%) були бельгійського походження і 41663 (33,16%) — іноземцями, з яких 22097 людей походили з країн Євросоюзу, 19566 людей — з інших країн світу. З всіх іноземців 95 людей мали статус політичних біженців.
| Албанія | н. д.  | н. д.  | н. д.  | н. д.  | н. д.  | н. д.  | 306    |
| Алжир | 227    | 253    | 245    | 256    | 253    | н. д.  | 339    |
| Бельгія | 72300  | 78124  | 79201  | 79938  | 80218  | 81817  | 83993  |
| Болгарія | н. д.  | н. д.  | н. д.  | 239    | 314    | н. д.  | 2551   |
| Бразилія | 66     | 67     | 59     | 66     | 87     | н. д.  | 270    |
| Велика Британія | 756    | 761    | 776    | 673    | 707    | н. д.  | 685    |
| Гвінея | н. д.  | н. д.  | н. д.  | н. д.  | н. д.  | н. д.  | 825    |
| Греція | 1314   | 1212   | 1183   | 1072   | 1023   | 904    | 821    |
| Еквадор | н. д.  | н. д.  | н. д.  | н. д.  | н. д.  | н. д.  | 412    |
| Індія | 32     | 69     | 97     | 108    | 121    | н. д.  | 239    |
| Іспанія | 1839   | 1777   | 1778   | 1662   | 1619   | 1573   | 1999   |
| Італія | 2896   | 2738   | 2624   | 2481   | 2470   | 2361   | 2429   |
| Камерун | 125    | 133    | 131    | 118    | 149    | н. д.  | 321    |
| Дем. Респ. Конго (колишній Заїр) | 628    | 741    | 752    | 689    | 725    | н. д.  | 1125   |
| Марокко | 8711   | 6468   | 6270   | 6285   | 6279   | 6099   | 6217   |
| Північна Македонія | н. д.  | н. д.  | н. д.  | 277    | 312    | н. д.  | 461    |
| Нідерланди | 503    | 520    | 545    | 557    | 632    | н. д.  | 896    |
| Німеччина | 631    | 649    | 682    | 627    | 654    | н. д.  | 849    |
| Польща | 265    | 707    | 760    | 1022   | 1425   | 2367   | 3477   |
| Португалія | 1514   | 1413   | 1425   | 1293   | 1281   | 1269   | 1294   |
| Румунія | 70     | 222    | 270    | 359    | 468    | 972    | 2173   |
| Туреччина | 7477   | 5491   | 5253   | 4980   | 4823   | 4570   | 4153   |
| Україна | н. д.  | н. д.  | н. д.  | н. д.  | н. д.  | н. д.  | 90     |
| Франція | 2986   | 3006   | 2986   | 2897   | 3026   | 3284   | 3682   |
| Югославія (з 2004 року — Сербія і Чорногорія) | 560    | 496    | 517    | 439    | 465    | —      | -      |
| Інші | 3741   | 4787   | 4699   | 4337   | 4895   | 10823  | 6049   |
| Разом | 106641 | 109138 | 110253 | 110375 | 111946 | 116039 | 125656 |
| Примітки. 1. н. д. — немає данних. 2. В таблиці окрім України представлені лише ті країни, кількість вихідців з яких в населенні комуни перевищує 200 осіб. |        |        |        |        |        |        |        |

## Пам'ятки
Центральною вулицею, що перетинає район Схарбек, є прямий бульвар короля Альберта II, що впирається у вокзал Схарбек. Приблизно на середині бульвару розміщено такі архітектурні пам'ятки, як Ратуша Схарбека й собор Нотр-Дам'е. У Схарбеку зберігся також квартал, спроєктований в стилі модерн бельгійським архітектором Віктором Орта. Цікавий також парк Йосафат, розбитий тут 1904 року англійський сад з невеликим зоопарком, стадіоном, галявинами для ігор та встановленими у великій кількості статуями майстрів різних епох. З цього парку відкривається краєвид на Брюссель.
В цілому ж район забудовано житловими будинками блочного типу. Схарбек відомий тим, що тут відсоткова складова турецького населення найвища серед усіх крупних західноєвропейських міст. Порівняно висока також доля фламандського населення.

## Відомі жителі
- Аліса зі Схарбека (1225—1250) — свята Римо-Католицької Церкви
- Поль-Анрі Спаак (1899—1972) — бельгійський політик
- Жак Брель (1929—1978) — бельгійський поет, бард, актор і режисер.

## Міста-партнери
- Хуффаліз
- Ель-Хосейма
- Бейоглу
- Вікову де Сус
- Квебек
- Аньян
- Дарданія
- Прерія-Віллідж